# Дискография альбомов Селин Дион
Дискография канадской певицы Селин Дион включает 27 студийных альбомов, 7 концертных альбомов и 18 сборников.
За период карьеры Селин Дион во всём мире было продано более 250 миллионов её альбомов, что сделало её одним из самых коммерчески успешных артистов в истории музыки. В 2004 году ей была присуждена «Бриллиантовая» награда премии World Music Awards, как самой продаваемой певице всех времён. В 2007 году она стала обладателем «Легендарной» награды премии World Music Awards, вручаемой артистам, которые внесли выдающийся вклад в музыкальную индустрию. Дион была признана самым продаваемым канадским артистом в истории, самым продаваемым артистом в Канаде (с 1995 года) и занимает второе место по количеству проданных записей (52 234 000 экземпляров) среди певиц в США с того момента, когда был начат подсчёт продаж с помощью системы Nielsen SoundScan в 1991 году. Её альбомы Falling into You, Let’s Talk About Love, All the Way... A Decade of Song, The Colour of My Love и These Are Special Times вошли в список 100 наиболее успешных записей, получивших сертификацию в США.

## Студийные альбомы

### 1980-е годы
| La voix du bon Dieu                                                            | - Дата выхода: 9 ноября 1981 - Лейбл: Super Étoiles - Форматы: винил, кассета  | —  | —  | - КАН: 100 000               |                     |
| Céline Dion chante Noël                                                        | - Дата выхода: 30 ноября 1981 - Лейбл: Super Étoiles - Форматы: винил, кассета | —  | —  |                              |                     |
| Tellement j’ai d’amour…                                                        | - Дата выхода: 7 сентября 1982 - Лейбл: Saisons - Форматы: винил, кассета      | 3  | —  | - КАН: 125 000               | - MC: Платиновый    |
| Les chemins de ma maison                                                       | - Дата выхода: 7 сентября 1983 - Лейбл: Saisons - Форматы: винил, кассета      | 1  | —  | - КАН: 100 000               | - MC: Золотой       |
| Chants et contes de Noël                                                       | - Дата выхода: 5 декабря 1983 - Лейбл: Saisons - Форматы: винил, кассета       | 17 | —  |                              |                     |
| Mélanie                                                                        | - Дата выхода: 22 августа 1984 - Лейбл: TBS - Форматы: винил, кассета          | 1  | —  |                              | - MC: Золотой       |
| C’est pour toi                                                                 | - Дата выхода: 27 августа 1985 - Лейбл: TBS - Форматы: винил, кассета          | 1  | —  |                              |                     |
| Incognito                                                                      | - Дата выхода: 2 апреля 1987 - Лейбл: CBS - Форматы: CD, винил, кассета        | 1  | 65 | - Мир: 500 000 - ФРА: 25 000 | - MC: 2× Платиновый |
| Знак «—» означает, что релиз не вошёл в чарт или не был издан в данной стране. |                                                                                |    |    |                              |                     |

### 1990-е годы
| Заголовок                                                                      | Информация                                                                             | Высшие позиции в чартах | Высшие позиции в чартах | Высшие позиции в чартах | Высшие позиции в чартах | Высшие позиции в чартах | Высшие позиции в чартах | Высшие позиции в чартах | Высшие позиции в чартах | Высшие позиции в чартах | Высшие позиции в чартах | Продажи                                                                                       | Сертификации |
| Заголовок                                                                      | Информация                                                                             | КАН                     | АВС                     | БЕЛ В                   | БЕЛ Ф                   | ВЕЛ                     | ГЕР                     | НИД                     | СОЕ                     | ФРА                     | ШВА                     | Продажи                                                                                       | Сертификации |
| ------------------------------------------------------------------------------ | -------------------------------------------------------------------------------------- | ----------------------- | ----------------------- | ----------------------- | ----------------------- | ----------------------- | ----------------------- | ----------------------- | ----------------------- | ----------------------- | ----------------------- | --------------------------------------------------------------------------------------------- | --- |
| Unison                                                                         | - Дата выхода: 2 апреля 1990 - Лейбл: Columbia, Epic - Форматы: CD, винил, кассета     | 15                      | —                       | 56                      | 80                      | 55                      | —                       | —                       | 74                      | —                       | —                       | - Мир: 3 000 000 - СОЕ: 1 227 000 - ФРА: 145 000                                              | - MC: 7× Платиновый - BPI: Золотой - RIAA: Платиновый - SNEP: Золотой |
| Dion chante Plamondon (Des mots qui sonnent)                                   | - Дата выхода: 4 ноября 1991 - Лейбл: Columbia, Epic - Форматы: CD, винил, кассета     | 57                      | —                       | 17                      | —                       | —                       | —                       | —                       | —                       | 4                       | —                       | - Мир: 2 000 000 - СОЕ: 275 000 - ФРА: 645 000                                                | - MC: 2× Платиновый - SNEP: 2× Платиновый |
| Celine Dion                                                                    | - Дата выхода: 31 марта 1992 - Лейбл: Columbia, Epic - Форматы: CD, MD, винил, кассета | 3                       | 15                      | —                       | —                       | 70                      | —                       | —                       | 34                      | —                       | —                       | - Мир: 5 000 000 - СОЕ: 2 400 000 - ФРА: 115 000                                              | - MC: Бриллиантовый - ARIA: Золотой - BPI: Золотой - RIAA: 2× Платиновый |
| The Colour of My Love                                                          | - Дата выхода: 9 ноября 1993 - Лейбл: Columbia, Epic - Форматы: CD, MD, винил, кассета | 1                       | 1                       | 13                      | 1                       | 1                       | 16                      | 2                       | 4                       | 7                       | 9                       | - Мир: 20 000 000 - КАН: 1 500 000 - ВЕЛ: 1 816 915 - СОЕ: 4 600 000                          | - MC: Бриллиантовый - ARIA: 8× Платиновый - BEA: 2× Платиновый - BPI: 5× Платиновый - BVMI: Золотой - NVPI: 3× Платиновый - RIAA: 6× Платиновый - SNEP: Платиновый - IFPI SWI: Платиновый              |
| D’eux (The French Album)                                                       | - Дата выхода: 27 марта 1995 - Лейбл: Columbia, Epic - Форматы: CD, кассета            | 29                      | —                       | 1                       | 1                       | 7                       | 69                      | 1                       | —                       | 1                       | 1                       | - Мир: 10 000 000 - ВЕЛ: 250 000 - СОЕ: 300 000 - ФРА: 4 500 000                              | - MC: 7× Платиновый - BEA: 6× Платиновый - BPI: Золотой - NVPI: Платиновый - SNEP: Бриллиантовый - IFPI SWI: 4× Платиновый                                                                             |
| Falling into You                                                               | - Дата выхода: 8 марта 1996 - Лейбл: Columbia, Epic - Форматы: CD, винил, кассета      | 1                       | 1                       | 1                       | 2                       | 1                       | 5                       | 1                       | 1                       | 1                       | 1                       | - Мир: 32 000 000 - АВС: 1 000 000 - СОЕ: 10 800 000 - ФРА: 1 172 500                         | - MC: Бриллиантовый - ARIA: 13× Платиновый - BEA: 4× Платиновый - BPI: 7× Платиновый - BVMI: 5× Золотой - NVPI: 6× Платиновый - RIAA: 11× Платиновый - SNEP: Бриллиантовый - IFPI SWI: 3× Платиновый   |
| Let’s Talk About Love                                                          | - Дата выхода: 14 ноября 1997 - Лейбл: Columbia, Epic - Форматы: CD, кассета           | 1                       | 1                       | 1                       | 1                       | 1                       | 1                       | 1                       | 1                       | 1                       | 1                       | - Мир: 31 000 000 - КАН: 1 700 000 - ВЕЛ: 1 984 152 - СОЕ: 9 600 000 - ФРА: 1 610 000         | - MC: Бриллиантовый - ARIA: 6× Платиновый - BEA: 4× Платиновый - BPI: 6× Платиновый - BVMI: 3× Платиновый - NVPI: 5× Платиновый - RIAA: 10× Платиновый - SNEP: Бриллиантовый - IFPI SWI: 6× Платиновый |
| S’il suffisait d’aimer                                                         | - Дата выхода: 7 сентября 1998 - Лейбл: Columbia, Epic - Форматы: CD, кассета          | 1                       | —                       | 1                       | 2                       | 17                      | 11                      | 4                       | —                       | 1                       | 1                       | - Мир: 4 000 000 - КАН: 500 000 - ВЕЛ: 100 000 - ГЕР: 120 000 - СОЕ: 112 000 - ФРА: 1 890 000 | - MC: 4× Платиновый - BEA: Платиновый - BPI: Золотой - NVPI: Золотой - SNEP: Бриллиантовый - IFPI SWI: 2× Платиновый                                                                                   |
| These Are Special Times                                                        | - Дата выхода: 30 октября 1998 - Лейбл: Columbia, Epic - Форматы: CD, MD, кассета      | 1                       | 6                       | 12                      | 16                      | 20                      | 3                       | 3                       | 2                       | 23                      | 1                       | - Мир: 12 000 000 - СОЕ: 5 440 000 - ФРА: 80 000                                              | - MC: Бриллиантовый - ARIA: Платиновый - BEA: Платиновый - BPI: Золотой - BVMI: Золотой - NVPI: Золотой - RIAA: 5× Платиновый - IFPI SWI: 2× Платиновый                                                |
| Знак «—» означает, что релиз не вошёл в чарт или не был издан в данной стране. |                                                                                        |                         |                         |                         |                         |                         |                         |                         |                         |                         |                         |                                                                                               | |

### 2000-е годы
| Заголовок                                                                      | Информация                                                                                       | Высшие позиции в чартах | Высшие позиции в чартах | Высшие позиции в чартах | Высшие позиции в чартах | Высшие позиции в чартах | Высшие позиции в чартах | Высшие позиции в чартах | Высшие позиции в чартах | Высшие позиции в чартах | Высшие позиции в чартах | Продажи                                                          | Сертификации |
| Заголовок                                                                      | Информация                                                                                       | КАН                     | АВС                     | БЕЛ В                   | БЕЛ Ф                   | ВЕЛ                     | ГЕР                     | НИД                     | СОЕ                     | ФРА                     | ШВА                     | Продажи                                                          | Сертификации |
| ------------------------------------------------------------------------------ | ------------------------------------------------------------------------------------------------ | ----------------------- | ----------------------- | ----------------------- | ----------------------- | ----------------------- | ----------------------- | ----------------------- | ----------------------- | ----------------------- | ----------------------- | ---------------------------------------------------------------- | --- |
| A New Day Has Come                                                             | - Дата выхода: 22 марта 2002 - Лейбл: Columbia, Epic - Форматы: CD, кассета                      | 1                       | 1                       | 1                       | 2                       | 1                       | 2                       | 1                       | 1                       | 1                       | 1                       | - Мир: 12 000 000 - АВС: 160 000 - СОЕ: 3 300 000 - ФРА: 975 000 | - MC: 6× Платиновый - ARIA: 2× Платиновый - BEA: 2× Платиновый - BPI: Платиновый - BVMI: 3× Золотой - NVPI: Платиновый - RIAA: 3× Платиновый - SNEP: 3× Платиновый - IFPI SWI: 3× Платиновый |
| One Heart                                                                      | - Дата выхода: 24 марта 2003 - Лейбл: Columbia, Epic - Форматы: CD, кассета                      | 1                       | 6                       | 3                       | 1                       | 4                       | 6                       | 3                       | 2                       | 1                       | 1                       | - Мир: 5 000 000 - ВЕЛ: 204 075 - СОЕ: 1 800 000                 | - MC: 3× Платиновый - ARIA: Платиновый - BEA: Золотой - BPI: Золотой - BVMI: Золотой - RIAA: 2× Платиновый - SNEP: Платиновый - IFPI SWI: Платиновый                                         |
| 1 fille & 4 types                                                              | - Дата выхода: 13 октября 2003 - Лейбл: Columbia, Epic - Форматы: CD, CD/DVD, кассета            | 1                       | —                       | 1                       | 9                       | —                       | 26                      | 30                      | —                       | 1                       | 2                       | - КАН: 100 000 - СОЕ: 26 000 - ФРА: 845 000                      | - BEA: Платиновый - SNEP: 2× Платиновый - IFPI SWI: Платиновый |
| Miracle                                                                        | - Дата выхода: 11 октября 2004 - Лейбл: Columbia, Epic - Форматы: CD, CD/DVD                     | 1                       | 15                      | 1                       | 13                      | 5                       | 34                      | 4                       | 4                       | 4                       | 6                       | - ВЕЛ: 109 963 - СОЕ: 944 000 - ФРА: 145 000                     | - BEA: Золотой - BPI: Золотой - RIAA: Платиновый - SNEP: Золотой - IFPI SWI: Золотой |
| D’elles                                                                        | - Дата выхода: 18 мая 2007 - Лейбл: Columbia, Epic - Форматы: CD, CD/DVD, цифровая дистрибуция   | 1                       | —                       | 1                       | 18                      | —                       | 52                      | 50                      | —                       | 1                       | 3                       | - ФРА: 340 000                                                   | - MC: 2× Платиновый - BEA: Золотой - SNEP: Платиновый - IFPI SWI: Золотой |
| Taking Chances                                                                 | - Дата выхода: 7 ноября 2007 - Лейбл: Columbia, Epic - Форматы: CD, CD/DVD, цифровая дистрибуция | 1                       | 12                      | 3                       | 7                       | 5                       | 5                       | 4                       | 3                       | 2                       | 1                       | - Мир: 3 100 000 - ВЕЛ: 392 998 - СОЕ: 1 100 000 - ФРА: 150 000  | - MC: 4× Платиновый - ARIA: Платиновый - BEA: Золотой - BPI: Платиновый - BVMI: Золотой - NVPI: Золотой - RIAA: Платиновый - SNEP: Золотой - IFPI SWI: Платиновый                            |
| Знак «—» означает, что релиз не вошёл в чарт или не был издан в данной стране. |                                                                                                  |                         |                         |                         |                         |                         |                         |                         |                         |                         |                         |                                                                  | |

### 2010-е годы
| Заголовок                                                                      | Информация                                                                                  | Высшие позиции в чартах | Высшие позиции в чартах | Высшие позиции в чартах | Высшие позиции в чартах | Высшие позиции в чартах | Высшие позиции в чартах | Высшие позиции в чартах | Высшие позиции в чартах | Высшие позиции в чартах | Высшие позиции в чартах | Продажи                                                       | Сертификации                                                                                   |
| Заголовок                                                                      | Информация                                                                                  | КАН                     | АВС                     | БЕЛ В                   | БЕЛ Ф                   | ВЕЛ                     | ГЕР                     | НИД                     | СОЕ                     | ФРА                     | ШВА                     | Продажи                                                       | Сертификации                                                                                   |
| ------------------------------------------------------------------------------ | ------------------------------------------------------------------------------------------- | ----------------------- | ----------------------- | ----------------------- | ----------------------- | ----------------------- | ----------------------- | ----------------------- | ----------------------- | ----------------------- | ----------------------- | ------------------------------------------------------------- | ---------------------------------------------------------------------------------------------- |
| Sans attendre                                                                  | - Дата выхода: 2 ноября 2012 - Лейбл: Columbia - Форматы: CD, цифровая дистрибуция          | 1                       | —                       | 1                       | 19                      | 158                     | 44                      | 20                      | —                       | 1                       | 2                       | - Мир: 1 500 000 - КАН: 300 000 - ФРА: 805 000                | - MC: 3× Платиновый - BEA: Платиновый - SNEP: Бриллиантовый - IFPI SWI: Золотой                |
| Loved Me Back to Life                                                          | - Дата выхода: 1 ноября 2013 - Лейбл: Columbia - Форматы: CD, винил, цифровая дистрибуция   | 1                       | 9                       | 2                       | 2                       | 3                       | 9                       | 1                       | 2                       | 3                       | 3                       | - Мир: 1 500 000 - ВЕЛ: 350 000 - СОЕ: 300 000 - ФРА: 240 000 | - MC: 4× Платиновый - BEA: Золотой - BPI: Платиновый - SNEP: 2× Платиновый - IFPI SWI: Золотой |
| Encore un soir                                                                 | - Дата выхода: 26 августа 2016 - Лейбл: Columbia - Форматы: CD, винил, цифровая дистрибуция | 1                       | —                       | 1                       | 1                       | 88                      | 16                      | 7                       | —                       | 1                       | 1                       | - Мир: 1 500 000 - ФРА: 800 000                               | - MC: 2× Платиновый - BEA: Платиновый - SNEP: Бриллиантовый - SWI: Платиновый                  |
| Courage                                                                        | - Дата выхода: 15 ноября 2019 - Лейбл: Columbia - Форматы: CD, винил, цифровая дистрибуция  | 1                       | 2                       | 1                       | 3                       | 2                       | 4                       | 10                      | 1                       | 2                       | 1                       | - СОЕ: 113 000 - ФРА: 77 000                                  | - MC: Платиновый - BPI: Серебряный - SNEP: Платиновый                                          |
| Знак «—» означает, что релиз не вошёл в чарт или не был издан в данной стране. |                                                                                             |                         |                         |                         |                         |                         |                         |                         |                         |                         |                         |                                                               |                                                                                                |

## Концертные альбомы
| Заголовок                                                                              | Информация                                                                                    | Высшие позиции в чартах | Высшие позиции в чартах | Высшие позиции в чартах | Высшие позиции в чартах | Высшие позиции в чартах | Высшие позиции в чартах | Высшие позиции в чартах | Высшие позиции в чартах | Высшие позиции в чартах | Высшие позиции в чартах | Продажи                       | Сертификации                                                                           |
| Заголовок                                                                              | Информация                                                                                    | КАН                     | АВС                     | БЕЛ В                   | БЕЛ Ф                   | ВЕЛ                     | ГЕР                     | НИД                     | СОЕ                     | ФРА                     | ШВА                     | Продажи                       | Сертификации                                                                           |
| -------------------------------------------------------------------------------------- | --------------------------------------------------------------------------------------------- | ----------------------- | ----------------------- | ----------------------- | ----------------------- | ----------------------- | ----------------------- | ----------------------- | ----------------------- | ----------------------- | ----------------------- | ----------------------------- | -------------------------------------------------------------------------------------- |
| Céline Dion en concert                                                                 | - Дата выхода: декабрь 1985 - Лейбл: TBS - Форматы: винил, кассета                            | —                       | —                       | —                       | —                       | —                       | —                       | —                       | —                       | —                       | —                       |                               |                                                                                        |
| À l’Olympia                                                                            | - Дата выхода: 14 ноября 1994 - Лейбл: Columbia, Epic - Форматы: CD, кассета                  | 31                      | —                       | 19                      | 96                      | —                       | —                       | —                       | —                       | 10                      | —                       | - КАН: 200 000 - ФРА: 365 000 | - MC: Платиновый - SNEP: Платиновый                                                    |
| Live à Paris                                                                           | - Дата выхода: 22 октября 1996 - Лейбл: Columbia, Epic - Форматы: CD, кассета                 | 7                       | —                       | 1                       | 6                       | 53                      | 63                      | 9                       | —                       | 1                       | 1                       | - КАН: 280 000 - ФРА: 810 000 | - MC: 2× Платиновый - BEA: Платиновый - SNEP: 2× Платиновый - IFPI SWI: Платиновый     |
| Au cœur du stade                                                                       | - Дата выхода: 27 августа 1999 - Лейбл: Columbia, Epic - Форматы: CD, кассета                 | 15                      | —                       | 1                       | 3                       | 146                     | 37                      | 23                      | —                       | 1                       | 1                       | - ФРА: 700 000                | - MC: Золотой - BEA: Платиновый - SNEP: 2× Платиновый - IFPI SWI: Платиновый           |
| A New Day... Live in Las Vegas                                                         | - Дата выхода: 14 июня 2004 - Лейбл: Columbia, Epic - Форматы: CD, CD/DVD                     | 2                       | 69                      | 4                       | 7                       | 22                      | 20                      | 12                      | 10                      | 9                       | 13                      | - СОЕ: 530 000 - ФРА: 55 000  | - BPI: Серебряный - RIAA: Золотой                                                      |
| Taking Chances World Tour: The Concert (Tournée mondiale Taking Chances: le spectacle) | - Дата выхода: 29 апреля 2010 - Лейбл: Columbia, Epic - Форматы: CD/DVD, цифровая дистрибуция | 1[а]                    | 4[а]                    | 3                       | 30                      | 11                      | 3[а]                    | 11[а]                   | 1                       | 5                       | 13[а]                   | - ФРА: 35 000                 | - MC: Бриллиантовый[б][в] - MC: 4× Платиновый[б][в] - RIAA: Платиновый - SNEP: Золотой |
| Céline une seule fois / Live 2013                                                      | - Дата выхода: 16 мая 2014 - Лейбл: Columbia - Форматы: 2CD/DVD, 2CD/BD                       | 10                      | —                       | 4                       | 29                      | —                       | 56                      | 12                      | —                       | 2                       | 11                      | - ФРА: 75 000                 | - SNEP: Золотой                                                                        |
| Знак «—» означает, что релиз не вошёл в чарт или не был издан в данной стране.         |                                                                                               |                         |                         |                         |                         |                         |                         |                         |                         |                         |                         |                               |                                                                                        |

## Сборники
| Заголовок                                                                      | Информация                                                                                          | Высшие позиции в чартах | Высшие позиции в чартах | Высшие позиции в чартах | Высшие позиции в чартах | Высшие позиции в чартах | Высшие позиции в чартах | Высшие позиции в чартах | Высшие позиции в чартах | Высшие позиции в чартах | Высшие позиции в чартах | Продажи                                                            | Сертификации |
| Заголовок                                                                      | Информация                                                                                          | КАН                     | АВС                     | БЕЛ В                   | БЕЛ Ф                   | ВЕЛ                     | ГЕР                     | НИД                     | СОЕ                     | ФРА                     | ШВА                     | Продажи                                                            | Сертификации |
| ------------------------------------------------------------------------------ | --------------------------------------------------------------------------------------------------- | ----------------------- | ----------------------- | ----------------------- | ----------------------- | ----------------------- | ----------------------- | ----------------------- | ----------------------- | ----------------------- | ----------------------- | ------------------------------------------------------------------ | --- |
| Du soleil au cœur                                                              | - Дата выхода: апрель 1983 - Лейбл: Pathe/EMI - Форматы: винил, кассета                             | —                       | —                       | —                       | —                       | —                       | —                       | —                       | —                       | —                       | —                       | - ФРА: 80 000                                                      | |
| Les plus grands succès de Céline Dion                                          | - Дата выхода: 17 сентября 1984 - Лейбл: TBS - Форматы: винил, кассета                              | —                       | —                       | —                       | —                       | —                       | —                       | —                       | —                       | —                       | —                       |                                                                    | |
| Les oiseaux du bonheur                                                         | - Дата выхода: 1984 - Лейбл: Pathe/EMI - Форматы: винил, кассета                                    | —                       | —                       | —                       | —                       | —                       | —                       | —                       | —                       | —                       | —                       |                                                                    | |
| Les chansons en or                                                             | - Дата выхода: июль 1986 - Лейбл: TBS - Форматы: CD, винил, кассета                                 | —                       | —                       | —                       | —                       | —                       | —                       | —                       | —                       | —                       | —                       | - ФРА: 20 000                                                      | |
| The Best of Celine Dion                                                        | - Дата выхода: июнь 1988 - Лейбл: Carrere - Форматы: CD, винил, кассета                             | —                       | —                       | —                       | —                       | —                       | —                       | —                       | —                       | —                       | —                       | - ФРА: 50 000                                                      | |
| All the Way... A Decade of Song                                                | - Дата выхода: 12 ноября 1999 - Лейбл: Columbia, Epic - Форматы: CD, кассета                        | 1                       | 1                       | 1                       | 2                       | 1                       | 1                       | 1                       | 1                       | 1                       | 1                       | - Мир: 17 000 000 - ВЕЛ: 1 318 223 - СОЕ: 8 100 000 - ФРА: 775 600 | - MC: Бриллиантовый - ARIA: 3× Платиновый - BEA: 3× Платиновый - BPI: 4× Платиновый - BVMI: 7× Золотой - RIAA: 7× Платиновый - SNEP: 2× Платиновый - IFPI SWI: 3× Платиновый |
| The Collector’s Series, Volume One (Tout en amour)                             | - Дата выхода: 20 октября 2000 - Лейбл: Columbia, Epic - Форматы: CD, кассета                       | 4                       | 51                      | 34                      | 33                      | 30                      | 28                      | 15                      | 28                      | 1                       | 12                      | - Мир: 3 000 000 - СОЕ: 914 000 - ФРА: 180 000                     | - BPI: Серебряный - BVMI: Золотой - RIAA: Золотой - SNEP: Золотой - IFPI SWI: Золотой                                                                                        |
| On ne change pas (Best Of – 3 CD)                                              | - Дата выхода: 30 сентября 2005 - Лейбл: Columbia, Epic - Форматы: CD, CD/DVD, цифровая дистрибуция | 2                       | —                       | 1                       | 33                      | —                       | 72                      | 59                      | —                       | 1                       | 2                       | - ФРА: 790 000                                                     | - MC: 3× Платиновый - BEA: Платиновый - SNEP: 3× Платиновый - IFPI SWI: Золотой                                                                                              |
| Complete Best                                                                  | - Дата выхода: 27 февраля 2008 - Лейбл: Epic/Sony - Формат: CD                                      | —                       | —                       | —                       | —                       | —                       | —                       | —                       | —                       | —                       | —                       | - ЯПО: 173 100                                                     | - ЯПО: Золотой |
| My Love: Essential Collection (The Essential)                                  | - Дата выхода: 24 октября 2008 - Лейбл: Columbia, Epic - Форматы: CD, цифровая дистрибуция          | 2                       | 24                      | 3                       | 1                       | 5                       | 24                      | 1                       | 8                       | 1                       | 9                       | - СОЕ: 543 667 - ФРА: 85 000                                       | - MC: 4× Платиновый - BEA: Платиновый - BPI: 4× Платиновый - BVMI: Золотой - NVPI: Платиновый                                                                                |
| The Best of Celine Dion & David Foster                                         | - Дата выхода: 19 октября 2012 - Лейбл: Sony - Форматы: CD, цифровая дистрибуция                    | —                       | —                       | —                       | —                       | —                       | —                       | —                       | —                       | —                       | —                       |                                                                    | |
| Un peu de nous                                                                 | - Дата выхода: 21 июля 2017 - Лейбл: Columbia - Форматы: 3CD, цифровая дистрибуция                  | —                       | —                       | 6                       | —                       | —                       | —                       | —                       | —                       | 1                       | —                       | - ФРА: 80 082                                                      | - SNEP: Золотой |
| The Best So Far… 2018 Tour Edition                                             | - Дата выхода: 30 мая 2018 - Лейбл: SMEJ - Форматы: Blu-spec CD, CD, цифровая дистрибуция           | —                       | 4                       | —                       | —                       | —                       | —                       | —                       | —                       | —                       | —                       |                                                                    | |
| Знак «—» означает, что релиз не вошёл в чарт или не был издан в данной стране. | |                         |                         |                         |                         |                         |                         |                         |                         |                         |                         |                                                                    | |

### Переиздания ранних песен на CD
| Заголовок                                                                      | Информация                                                                                            | Высшие позиции в чартах | Высшие позиции в чартах | Высшие позиции в чартах | Высшие позиции в чартах | Высшие позиции в чартах | Высшие позиции в чартах | Высшие позиции в чартах | Продажи        | Сертификации       |
| Заголовок                                                                      | Информация                                                                                            | БЕЛ В                   | ВЕЛ                     | ДАН                     | ПОР                     | ФРА                     | ШОТ                     | ЯПО                     | Продажи        | Сертификации       |
| ------------------------------------------------------------------------------ | --- | ----------------------- | ----------------------- | ----------------------- | ----------------------- | ----------------------- | ----------------------- | ----------------------- | -------------- | ------------------ |
| Les premières années                                                           | - Дата выхода: 10 января 1994 - Лейбл: Versailles - Формат: CD                                        | 12                      | —                       | —                       | —                       | —                       | —                       | —                       | - ФРА: 180 000 | - SNEP: Золотой    |
| Gold Vol. 1 (Les premières chansons vol. 1)                                    | - Дата выхода: 2 октября 1995 - Лейбл: BR Music, Budde Music, D-Sharp, Empire Music, MVM - Формат: CD | 32                      | 135                     | —                       | 14                      | 30                      | —                       | 64                      | - ФРА: 230 000 | - SNEP: 2× Золотой |
| Gold Vol. 2 (Les premières chansons vol. 2)                                    | - Дата выхода: 2 октября 1995 - Лейбл: Versailles - Формат: CD                                        | 51                      | —                       | —                       | —                       | —                       | —                       | —                       | - ФРА: 130 000 | - SNEP: Золотой    |
| C’est pour vivre                                                               | - Дата выхода: 3 февраля 1997 - Лейбл: Leader Music, Music Club International - Формат: CD            | 32                      | 49                      | —                       | —                       | —                       | 67                      | —                       |                |                    |
| The Collection 1982—1988                                                       | - Дата выхода: 4 июля 1997 - Лейбл: Arcade, BR Music, Divucsa - Формат: CD                            | 20                      | —                       | 11                      | —                       | —                       | —                       | —                       | - ФРА: 70 000  |                    |
| The Early Singles                                                              | - Дата выхода: 21 февраля 2000 - Лейбл: BR Music - Формат: CD                                         | —                       | —                       | —                       | —                       | —                       | —                       | —                       |                |                    |
| Знак «—» означает, что релиз не вошёл в чарт или не был издан в данной стране. | |                         |                         |                         |                         |                         |                         |                         |                |                    |

## Саундтреки
| Love Again        | - Дата выхода: 12 мая 2023 - Лейбл: Columbia - Формат: CD, цифровая дистрибуция, стриминг      | 77 | 1 | 10 | 24 | 2 | 24  | 20 | 43 | 19 |
| I Am: Celine Dion | - Дата выхода: 21 июня 2024 - Лейбл: Columbia - Формат: CD, цифровая дистрибуция, LP, стриминг | 68 | 1 | 20 | 52 | — | 169 | 15 | 25 | 81 |

## Бокс-сеты
| Celine Dion/Unison                                                                             | - Дата выхода: 12 февраля 1996 - Лейбл: Epic - Формат: 2CD           | —  | —   | —   |
| Gold Vol. 1/Unison/Gold Vol. 2                                                                 | - Дата выхода: 4 ноября 1996 - Лейбл: Versailles - Формат: 3CD       | —  | —   | —   |
| Les premières chansons vol. 1/ Les premières chansons vol. 2                                   | - Дата выхода: 19 октября 1998 - Лейбл: Versailles - Формат: 2CD     | —  | —   | —   |
| Des mots qui sonnent/Celine Dion/ À l’Olympia                                                  | - Дата выхода: 23 октября 2000 - Лейбл: Columbia - Формат: 3CD       | —  | —   | —   |
| Unison/Celine Dion/ The Colour of My Love                                                      | - Дата выхода: 26 марта 2002 - Лейбл: Epic - Формат: 3CD             | —  | —   | —   |
| S’il suffisait d’aimer/D’eux                                                                   | - Дата выхода: 19 мая 2003 - Лейбл: Columbia - Формат: 2CD           | —  | —   | —   |
| À l’Olympia/Au cœur du stade                                                                   | - Дата выхода: 15 сентября 2003 - Лейбл: Columbia - Формат: 2CD      | —  | —   | —   |
| All the Way… A Decade of Song/ All the Way… A Decade of Song & Video                           | - Дата выхода: 19 сентября 2003 - Лейбл: Epic - Формат: CD/DVD       | —  | —   | —   |
| Let’s Talk About Love/A New Day Has Come                                                       | - Дата выхода: 27 сентября 2004 - Лейбл: Columbia - Формат: 2CD      | —  | —   | —   |
| 1 fille & 4 types/D’eux/ S’il suffisait d’aimer                                                | - Дата выхода: 15 сентября 2006 - Лейбл: Columbia - Формат: 3CD      | —  | —   | —   |
| Let’s Talk About Love/Falling into You/ A New Day Has Come                                     | - Дата выхода: 29 октября 2007 - Лейбл: Columbia - Формат: 3CD       | 97 | 106 | —   |
| Let’s Talk About Love/Celine Dion                                                              | - Дата выхода: 26 февраля 2008 - Лейбл: Columbia - Формат: 2CD       | —  | —   | —   |
| Ultimate Box                                                                                   | - Дата выхода: 27 февраля 2008 - Лейбл: Epic/Sony - Формат: 2CD/3DVD | —  | —   | —   |
| Celine Dion/S’il suffisait d’aimer                                                             | - Дата выхода: 5 сентября 2008 - Лейбл: Columbia - Формат: 2CD       | —  | —   | —   |
| The Colour of My Love/ The Colour of My Love Concert                                           | - Дата выхода: 12 сентября 2008 - Лейбл: Columbia - Формат: CD/DVD   | —  | —   | —   |
| D’elles/D’eux                                                                                  | - Дата выхода: 13 сентября 2010 - Лейбл: Columbia - Формат: 2CD      | —  | —   | —   |
| Unison/Celine Dion/ The Colour of My Love/D’eux/One Heart                                      | - Дата выхода: 9 января 2012 - Лейбл: Columbia - Формат: 5CD         | —  | —   | —   |
| Unison/Falling into You/ Let’s Talk About Love                                                 | - Дата выхода: 2 октября 2012 - Лейбл: Columbia - Формат: 3CD        | —  | —   | —   |
| Des mots qui sonnent/D’eux/ S’il suffisait d’aimer/Au cœur du stade/ 1 fille & 4 types/D’elles | - Дата выхода: 18 ноября 2013 - Лейбл: Columbia - Формат: 5CD/DVD    | —  | —   | 144 |
| 1 fille & 4 types/Sans attendre                                                                | - Дата выхода: 18 августа 2014 - Лейбл: Columbia - Формат: 2CD       | —  | —   | 76  |
| Céline Dion Collection                                                                         | - Дата выхода: 3 июня 2016 - Лейбл: Columbia - Формат: 10CD          | —  | —   | 153 |
| On ne change pas/My Love: Essential Collection                                                 | - Дата выхода: 11 августа 2016 - Лейбл: Columbia - Формат: 2CD       | —  | —   | —   |
| S’il suffisait d’aimer/Live à Paris                                                            | - Дата выхода: 11 августа 2016 - Лейбл: Columbia - Формат: 2CD       | —  | —   | —   |
| Loved Me Back to Life/A New Day Has Come                                                       | - Дата выхода: 11 августа 2016 - Лейбл: Columbia - Формат: 2CD       | —  | —   | —   |
| Знак «—» означает, что релиз не вошёл в чарт или не был издан в данной стране.                 |                                                                      |    |     |     |

## Комментарии
- ↑ Указана позиция в чарте музыкальных DVD.
- ↑ Франкоязычная версия альбома получила бриллиантовую сертификацию. Англоязычная версия получила четырежды платиновый статус.
- ↑ Сертифицирован как видео.